# Agabus lineatus
Agabus lineatus är en skalbaggsart som beskrevs av Friedrich-August von Gebler 1848. Agabus lineatus ingår i släktet Agabus och familjen dykare. Inga underarter finns listade i Catalogue of Life.